# ザ・ゴキブリ
『ザ・ゴキブリ』は、1973年12月1日に公開された日本映画。新岡勲の漫画『ゴキブリ刑事』の映画化第2作、主演・渡哲也
。原作は単行本第1巻収録「殺人ゲーム」。東宝、石原プロモーション共同制作。
前作のゴキブリ刑事と今作がある程度の成功を収めたことにより、石原プロは大都会シリーズの製作へと進むことになった。

## あらすじ
ゴキブリ刑事こと鳴神涼は転任先に向う途中、友人である元刑事の山岡が、仙台刑務所から出所するため迎えに行った。二人が刑務所から出た時、十文字会の殺し屋に襲われた。危機を脱した鳴神は山岡を元吉田組々長に預け、自分はコンビナート臨海工業地帯の街に着任した。新任地にも、公害企業とつるんで甘い汁を吸うゴキブリどもがウヨウヨいる。ここを支配しているのは十文字会の黒田、市政審議会々長の大山、公害企業の志村、そして右翼の大物・児島たちである。ある日、公害センターが発表する汚染数値と化学工場の実例値を比較対称した極秘データーが、香川研究員によって持ち出された。あわてた志村は、香川を見付け出し殺害するが、データーは出てこなかった。すでに鳴神の手に入っていたのだ。黒田は以前、山岡に片腕を切り落された仕返しを狙っていた。黒田は組員に警官を殺害させ、情婦の石内昭子を目撃者に仕立て山岡のモンタージュを作り上げた。鳴神は山岡の真相を知るために根崎港で働く山岡を訪ね、彼の嫌疑は晴れたが、黒田の送った殺し屋によって山岡は殺された。一方、中央署にもゴキブリがいた。伊東刑事によって鳴神のデーターを持ち逃げされたのだ。車の大迫跡が始まった。そして、敵のワナに落ちた鳴神は、ダンプ・ブルドーザーによって車ごと土砂に埋められてしまった。鳴神は自からガソリンタンクをぶち抜き車から脱出に成功した。鳴神を殺したと安心した黒田は、モーテルで昭子との情事に浸っていたが、そこへ鳴神が踏み込んだ。鳴神の拳銃が火を吹き、黒田と昭子の胸を貫いた。翌日、鳴神は志村に早朝の競輪場に呼び出された。志村はニトログリセリンで鳴神を脅し、書類を奪い返すが、鳴神の拳銃がニトロに命中した。ニトロは大爆発、火ダルマとなって吹っ飛ぶ志村。サイレンの鳴り響く中を、鳴神は去っていった。

## キャスト
- 鳴神涼：渡哲也
- 橋本：沖雅也
- 山岡正志：峰岸隆之介
- 石内昭子：梢ひとみ
- 宮川信代：本田みちこ
- 伊東：青木義朗
- 志村：南原宏治
- 大山：河津清三郎
- 吉田：高品格
- 神田教授：弘松三郎
- 人事課長：武藤章生
- 山口：向井淳一郎
- 中野：伊沢一郎
- 河井：荒木保夫
- 香川一郎：加村赳夫
- 香川光江：毛利幸子
- 中川：苅谷俊介
- 池上：中平哲仟
- 鉄砲安：庄司三郎
- チンピラ政：浅野謙次郎
- 警官：広瀬正一
- 検視官：鈴木治夫
- 黒田組組員：伊奈貫太、吉中正一、青木敏夫、森正親、男喧太
- 東邦化学社員：松岡京子、吉沢恵
- みどり：今井厚子
- 香川賢一：本島一宏
- 黒田剛：安部徹
- 児島：丹波哲郎
- 殺し屋：トビー門口(ノンクレジット)

## スタッフ
- カースタント：三石千尋

## 同時上映
『修羅雪姫』
- 原作：小池一夫、上村一夫／脚本：長田紀生／監督：藤田敏八／主演：梶芽衣子／東京映画作品